# The Temptations in Japan
The Temptations in Japan es un álbum en vivo grabado en 1973 de la banda The Temptations, durante una gira por Japón, único país donde fue vendido. Más tarde el álbum sería remasterizado y relanzado en formato de CD en 2004, donde se vendió una edición limitada de 5000 copias hechas para la venta en Estados Unidos y otros países.

## Lista de canciones
1. "Plastic Man"
2. "I Can't Get Next to You"
3. "Love Woke Me Up This Morning"
4. "Medley: "Get Ready"/"My Girl"/"The Way You Do the Things You Do"
5. "The First Time Ever I Saw Your Face"
6. "Hey Girl (I Like Your Style)"
7. "Cloud Nine"
8. Introduction of Band and Group
9. "A Song for You"
10. "Masterpiece"
11. "Just My Imagination"
12. "Papa Was a Rolling Stone"

El álbum fue muy significativo para la maduración y crecimiento de los miembros de la banda Damon Harris y Richard Street como reemplazos de los miembros originales Eddie Kendricks y Paul Williams. Destacadamente aparecen arreglos fenomenales de "The First Time Ever I Saw Your Face", "Masterpiece", "Love Woke Me Up This Morning", "Just My Imagination", "Hey Girl (I Like Your Style)" y "Papa Was a Rolling Stone", siendo por años la única canción en estar disponible para venta en Estados Unidos. Las armonías del grupo y los arreglos del director de la banda Cornelius Grant fueron ajustados. Es uno de los mejores álbumes en vivo de la banda junto con The Temptations Live de 1967, el cual presentó los miembros originales y Live at London's Talk of the Town, el cual presentó a Dennis Edwards y Eddie Kendricks como miembros de la banda.

## Personal
- Dennis Edwards
- Richard Street
- Damon Harris
- Melvin Franklin
- Otis Williams